# Местечко (Житомирская область)
Месте́чко (укр. Містечко) — село на Украине, впервые упоминается в 1788 году, находится в Брусиловском районе Житомирской области.
Код КОАТУУ — 1820982501. Население по переписи 2001 года составляет 207 человек. Почтовый индекс — 12613. Телефонный код — 4162. Занимает площадь 21 км².

## География
По селу протекает река Небелица и впадает в Здвиж.

## История
Первое упоминание датировано 1788 годом.

## Адрес местного совета
12613, Житомирская область, Брусиловский р-н, с.Местечко, ул.Шляхова, 4